# مسرح شايو الوطني
مسرح شايو الوطني هو أحد المسارح الوطنية [الفرنسية] الفرنسية الخمسة، ويقع في قصر شايو [الفرنسية]، رقم 1 ساحة تروكاديرو في الدائرة السادسة عشرة في باريس . تتمتع بالصفة القانونية مؤسسةً عامةً ذات طبيعة صناعية وتجارية في فرنسا [الفرنسية].

## معرض الصور

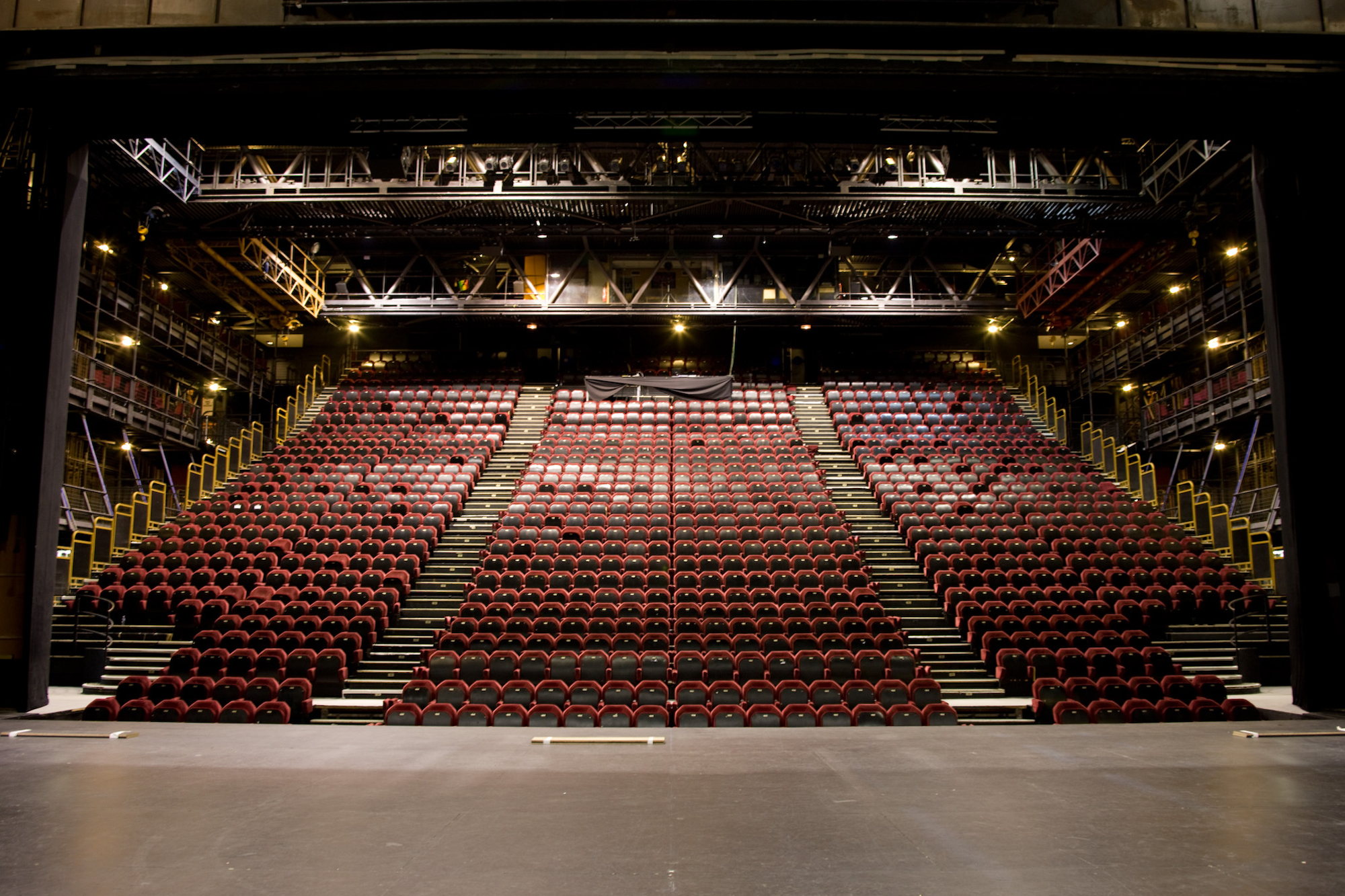
القاعة " جان فيلار ".
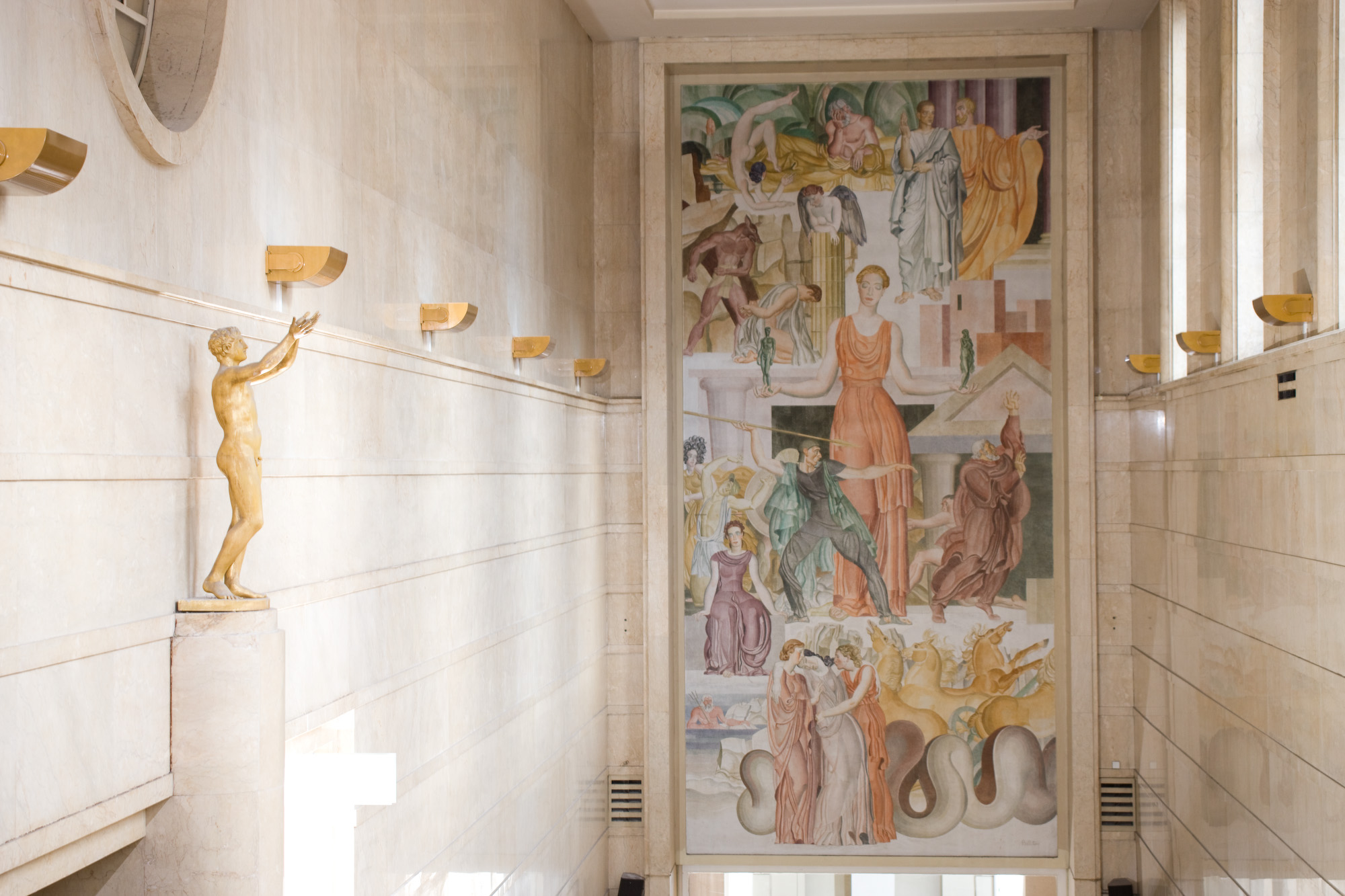
مدخل مسرح شايو الوطني.
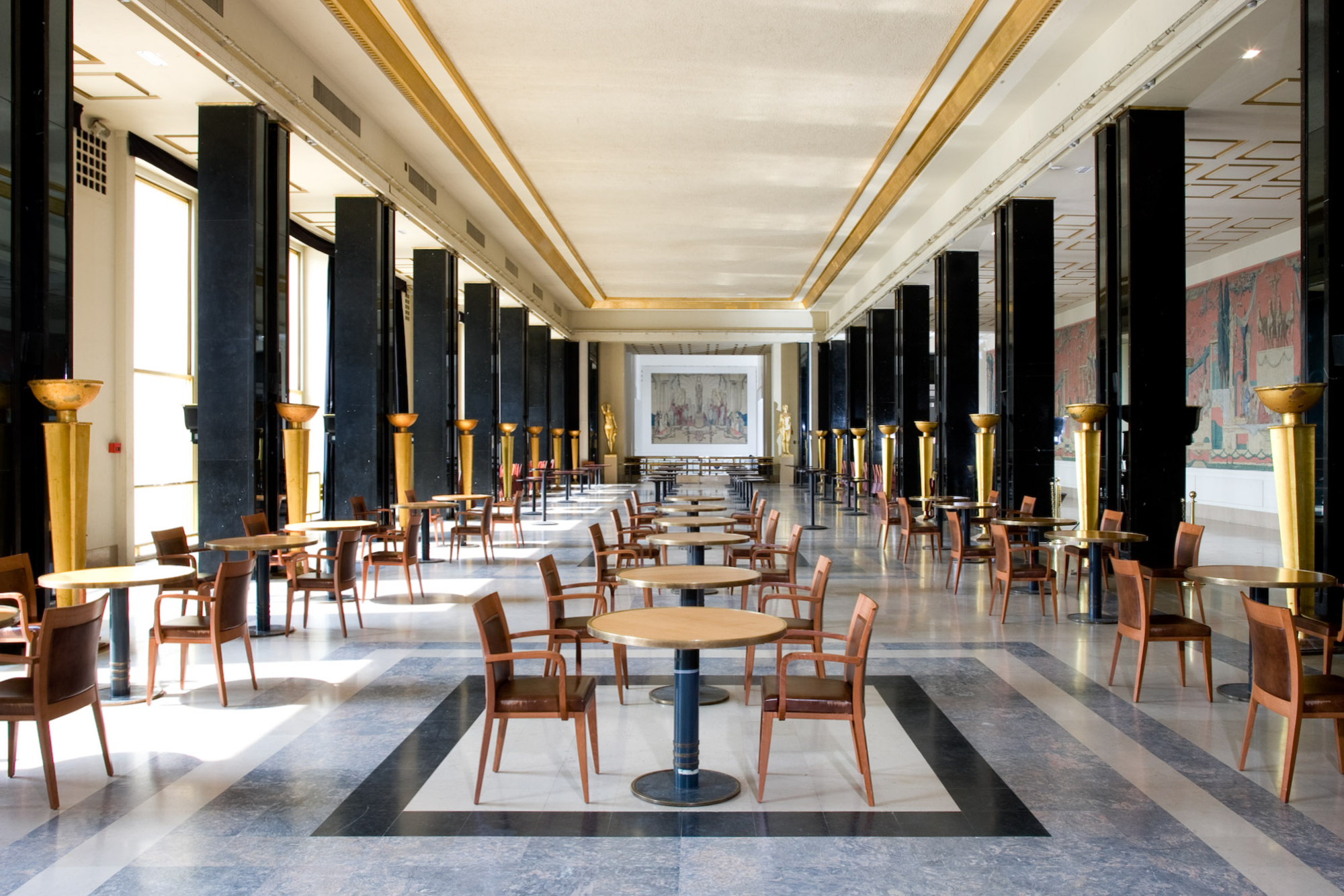
البهو الكبير.
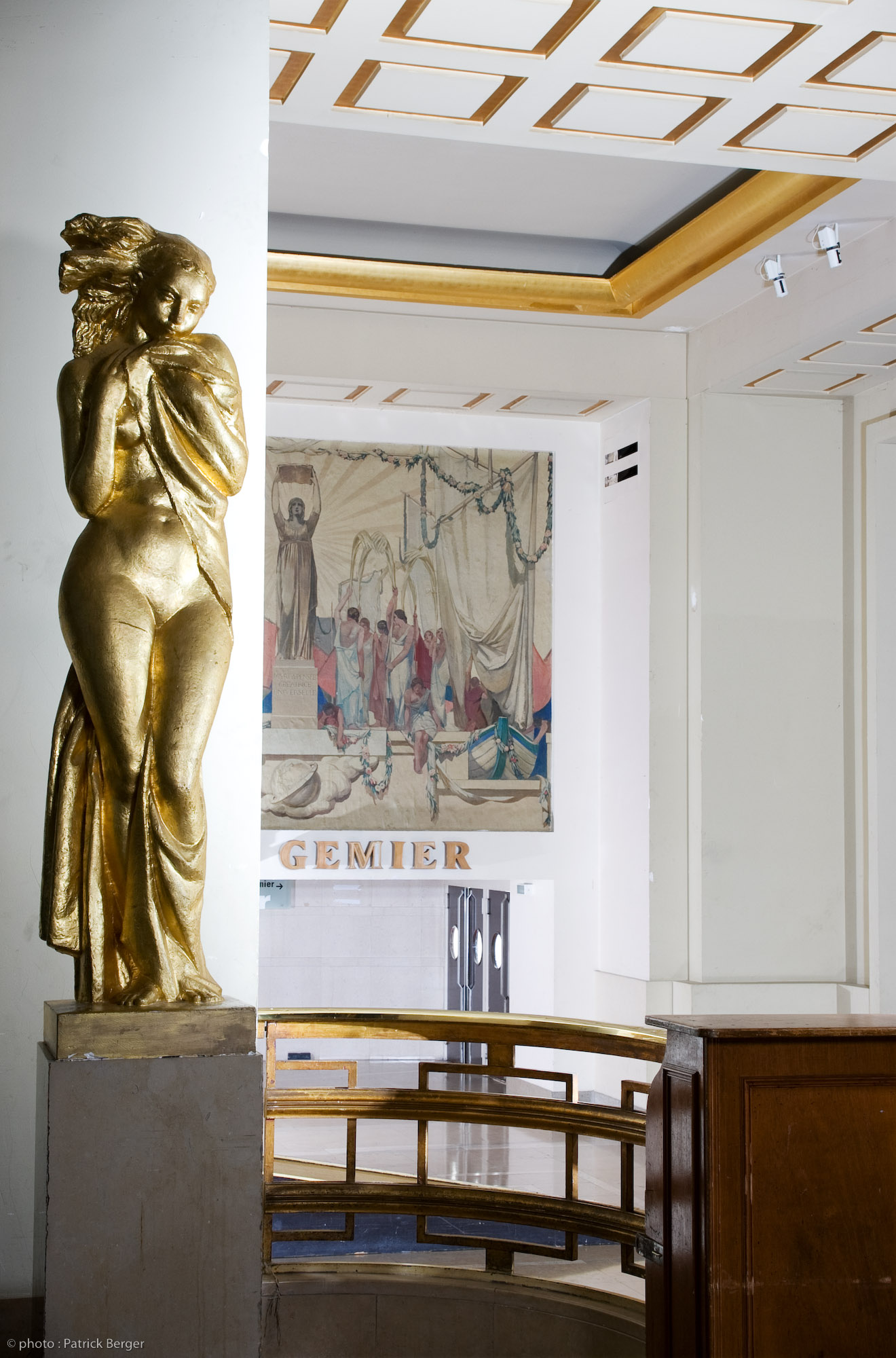
تمثال في البهو الكبير لمسرح شايو الوطني.

### روابط خارجية
- الموقع الرسمي